# Liisi Oterma
Liisi Oterma, född 6 januari 1915 i Åbo, död 4 april 2001, var en finländsk astronom och den första kvinnan i Finland som avlade doktorsexamen i astronomi.
Oterma hade mångsidiga intressen och ämnade inledningsvis läsa sanskrit, men eftersom detta ämne inte gavs vid Åbo universitet valde hon matematik och astronomi i stället. Redan under studietiden var hon verksam som assistent till professor Yrjö Väisälä vid universitetets observatorium. Hon blev filosofie magister 1938 och disputerade 1955 på en avhandling om teleskopoptik som renderade henne högsta vitsord; hon blev den första kvinnliga doktorn vid Åbo universitets matematisk-naturvetenskapliga fakultet samt den första kvinnan i Finland med doktorsexamen i astronomi. Hon förblev knuten till Åbo universitet även framöver: hon utnämndes till docent 1959, till tillförordnad professor 1962 och slutligen till professor i astronomi 1965. Efter Yrjö Väisäläs död 1971 efterträdde hon honom som prefekt för universitetets astronomisk-optiska forskningsinstitut, en tjänst som hon innehade till 1975. Hon pensionerades 1977.
Finlands Yrkeskvinnors Förbund utnämnde henne till Årets kvinna 1956.
Oterma upptäckte 54 småplaneter mellan 1939 och 1954 samt tre kometer. I samarbete med Väisälä tog hon fram optik för flera teleskop både i Finland och utomlands, inklusive primärspegeln till Uppsala universitets Schmidtteleskop.
Asteroiden 1529 Oterma är uppkallad efter henne.

## Asteroider upptäckta av Liisi Oterma
| 1504 Lappeenranta   | 23 mars 1939      |
| 1507 Vaasa          | 12 september 1939 |
| 1522 Kokkola        | 18 november 1938  |
| 1540 Kevola         | 16 november 1938  |
| 1544 Vinterhansenia | 15 oktober 1941   |
| 1545 Thernöe        | 15 oktober 1941   |
| 1558 Järnefelt      | 20 januari 1942   |
| 1559 Kustaanheimo   | 20 januari 1942   |
| 1679 Nevanlinna     | 18 mars 1941      |
| 1680 Per Brahe      | 12 februari 1942  |
| 1695 Walbeck        | 15 oktober 1941   |
| 1705 Tapio          | 26 september 1941 |
| 1758 Naantali       | 18 februari 1942  |
| 1882 Rauma          | 15 oktober 1941   |
| 2064 Thomsen        | 8 september 1942  |
| 2107 Ilmari         | 12 november 1941  |
| 2159 Kukkamäki      | 16 oktober 1941   |
| 2195 Tengström      | 27 september 1941 |

| 2268 Szmytowna | 6 november 1942  |
| 2291 Kevo      | 19 mars 1941     |
| 2332 Kalm      | 4 april 1940     |
| 2501 Lohja     | 14 april 1942    |
| 2640 Hällström | 18 mars 1941     |
| 2717 Tellervo  | 29 november 1940 |
| 2774 Tenojoki  | oktober 3, 1942  |
| 2803 Vilho     | 29 november 1940 |
| 2804 Yrjö      | 19 april 1941    |
| 2805 Kalle     | 15 oktober 1941  |
| 2827 Vellamo   | 11 februari 1942 |
| 2828 Iku-Turso | 18 februari 1942 |
| 2840 Kallavesi | 15 oktober 1941  |
| 2841 Puijo     | 26 februari 1943 |
| 2846 Ylppö     | 12 februari 1942 |
| 2857 NOT       | 17 februari 1942 |
| 2912 Lapalma   | 18 februari 1942 |
| 2946 Muchachos | 15 oktober 1941  |

| 2988 Korhonen     | 1 mars 1943      |
| 3132 Landgraf     | 29 november 1940 |
| 3381 Mikkola      | 15 oktober 1941  |
| 3497 Innanen      | 19 april 1941    |
| 3597 Kakkuri      | 15 oktober 1941  |
| 3811 Karma        | 13 oktober 1953  |
| 3892 Dezsö        | 19 april 1941    |
| 4133 Heureka      | 17 februari 1942 |
| 4163 Saaremaa     | 19 april 1941    |
| 4227 Kaali        | 17 februari 1942 |
| 5216 Cannizzo     | 16 april 1941    |
| (5534) 1941 UN    | 15 oktober 1941  |
| (5611) 1943 DL    | 26 februari 1943 |
| (5985) 1942 RJ    | 7 september 1942 |
| 6886 Grote        | 11 februari 1942 |
| 7267 Victormeen   | 23 februari 1943 |
| 11780 Thunder Bay | 3 oktober 1942   |
| (15198) 1940 GJ   | 5 april 1940     |

## Utmärkelser
- Riddartecknet av I klass av Finlands Vita Ros’ orden[4]

[Redigera Wikidata]